# Nerf transverse du cou
Le nerf transverse du cou (ou nerf transverse cervical ou branche transverse du plexus cervical superficiel) est un nerf sensitif issu du plexus cervical superficiel.

## Origine
Le nerf transverse du cou nait des branches antérieures des deuxième et troisième nerfs cervicaux au niveau de la deuxième anse du plexus cervical.

## Trajet
Le nerf transverse du cou contourne du bord postérieur du muscle sternocleidomastoïdien dans sa partie médiale. Il passe obliquement vers l'avant sous la veine jugulaire externe jusqu'au bord antérieur du muscle et sou sa gaine. Il perfore le fascia cervical et se divise sous le muscle platysma en une branches terminales supérieures ascendantes et inférieures descendantes.
Les branches terminales traversent le muscle platysma.
Les branches supérieures innervent les téguments de la région supra-hyoïdienne et les branches inférieures ceux de la région subhyoïdienne.